# Justin H. Min
Justin H. Min est un acteur américain né le 20 mars 1990. Il se fait connaître en interprétant le rôle de Ben Hargreeves, dans la série Netflix Umbrella Academy (depuis 2019).

## Biographie

### Jeunesse et formation
Justin H. Min a grandi en Californie, et a été scolarisé à la Cerritos High School jusqu’en 2007. Il a effectué ses études à l’Université Cornell. L'actrice et chanteuse Ashley Park est sa cousine au second degré.

### Carrière

#### Cinéma
Il apparaît pour la première fois à l’écran dans le court métrage My Father, de Wentao Wang, en 2012. Il obtient son premier rôle à la télévision en 2014, dans Discord and Harmony. Il poursuit par la suite sa carrière sur le petit écran et apparaît notamment dans Faking It en 2014 et dans Les Experts : Cyber en 2015.
C’est en 2019 qu’il devient connu du grand public, avec son interprétation de Ben Hargreeves dans la série originale Netflix Umbrella Academy. Son identité reste secrète lors de la promotion de la série, et n’est dévoilée qu’après sa sortie. En effet, son personnage n’est pas présent à l’âge adulte dans la bande dessinée originale. Il obtient le statut d’acteur principal dans la deuxième saison sortie en 2020et la troisième prévue pour 2021.
Toujours en 2019, il apparaît dans la minisérie Dating After College, où il interprète Cameron.
Au cinéma, il tient le rôle-titre dans le film After Yang de Kogonada. Le long-métrage sort en 2021.
Il participe à la deuxième saison de la série Netflix A l'épreuve du diable

#### Écriture et photographie
En-dehors de son activité d’acteur, Justin H. Min s’adonne également à l’écriture et à la photographie. Il contribue ainsi régulièrement au magazine Cereal, et a photographié pour les J.A.M. Awards, Justice, Art, et inVISIBLE. 

## Filmographie

### Cinéma
- 2012 : My Father de Wentao Wang (court métrage) : Grey
- 2012 : My Best Friend Max de Ellen Bittner (court métrage) : Le régisseur
- 2015 : The Better Half de Michael Winnick : Eric
- 2016 : Rebirth de Karl Mueller : Stagiaire #2
- 2017 : How I Became an Adult de Taylor Chan et Philip Wang (court métrage) : Drew
- 2018 : American Refugee de Rebecca Murga (court métrage) : Frances Hoang
- 2021 : After Yang de Kogonada : Yang
- 2023 : Shortcomings de Randall Park : Ben
- 2024 : The Greatest Hits de Ned Benson : David Park
- 2024 : Turn Me On de Michael Tyburski : ?

### Télévision
- 2014 : Discord and Harmony : Michael (1 épisode)
- 2014 : Faking It : Bobby (2 épisodes)
- 2015 : Les Experts : Cyber : Etudiant (1 épisode)
- 2016 : Pure Genius : Eugene (1 épisode)
- 2018 : Beerfest : Thirst for Victory : Kyle (téléfilm)
- 2019 : Dating After College : Cameron (minisérie, 7 épisodes)
- 2020 : New Amsterdam : Andrew Huang (1 épisode)
- 2019 - 2024 : Umbrella Academy : Ben Hargreeves
- 2025 : A l'épreuve du diable : Lui-même